# Mini-Shinkansen

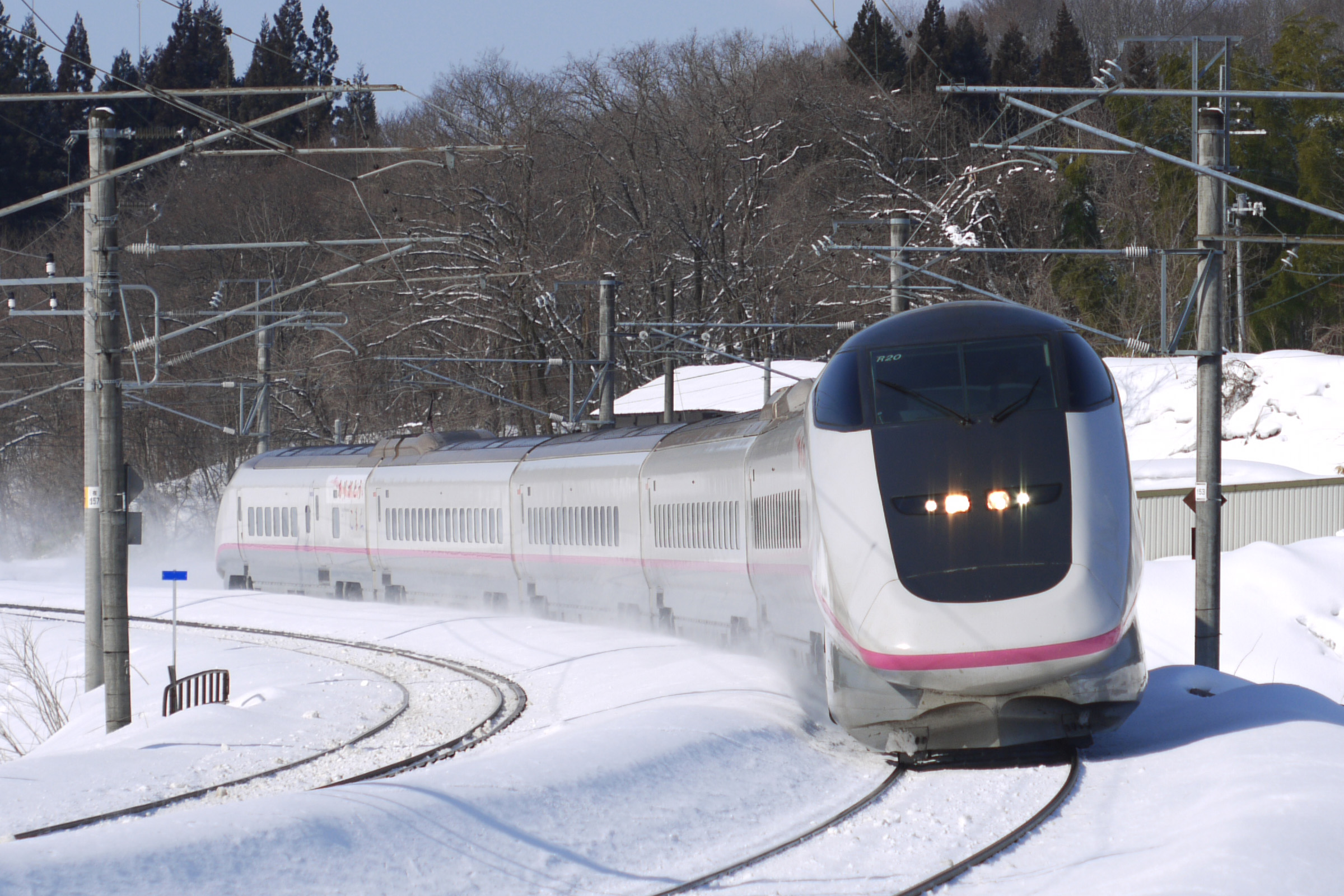
Un tren del Mini-Shinkansen de la serie E3 en el Akita Shinkansen en marzo de 2014

Mini-Shinkansen (ミニ新幹線?) es el nombre dado en Japón al concepto de líneas ferroviarias originalmente de vía estrecha convertidas al ancho estándar (pasando del ancho del Cabo de 1067 mm (3' 6"), al ancho internaciomal de 1435 mm (4' 81/2")) para permitir la implantación en estas líneas de servicios de trenes del tipo Shinkansen. A diferencia de las líneas del Shinkansen de alta velocidad, las líneas del Mini-Shinkansen tienen una velocidad máxima de solo 130 km/h (80,8 mph). Se han construido dos rutas del Mini-Shinkansen: el Yamagata Shinkansen y el Akita Shinkansen.

## Concepto
El concepto del Mini-Shinkansen se desarrolló por primera vez en los días de los Ferrocarriles Nacionales Japoneses (JNR), pero no se propuso formalmente hasta noviembre de 1987, tras la formación de la East Japan Railway Company (JR Este). El concepto implicaba modificar el ancho de líneas existentes con vías de 3 pies 6 plg (1067 mm) al ancho estándar, y enlazarlas a la red del Shinkansen para permitir el paso de material rodante capaz de recorrer las líneas de alta velocidad. Si bien se amplió el ancho de vía, el gálibo ferroviario permaneció sin cambios, lo que requirió la construcción de nuevos trenes Shinkansen con una sección transversal más estrecha. Estos trenes son capaces de circular a altas velocidades (los trenes de la Serie E6 pueden alcanzar una velocidad máxima de 320 kilómetros por hora (199 mph)) en las vías del Shinkansen, ya sea en solitario o acoplados a trenes de gálibo completo; y circular a velocidades convencionales propias de los trazados de vía estrecha del Mini-Shinkansen (de alrededor de 130 kilómetros por hora (80,8 mph)). Las velocidades en las líneas de ancho ampliado también se aumentaron cuando fue posible.

## Yamagata Shinkansen

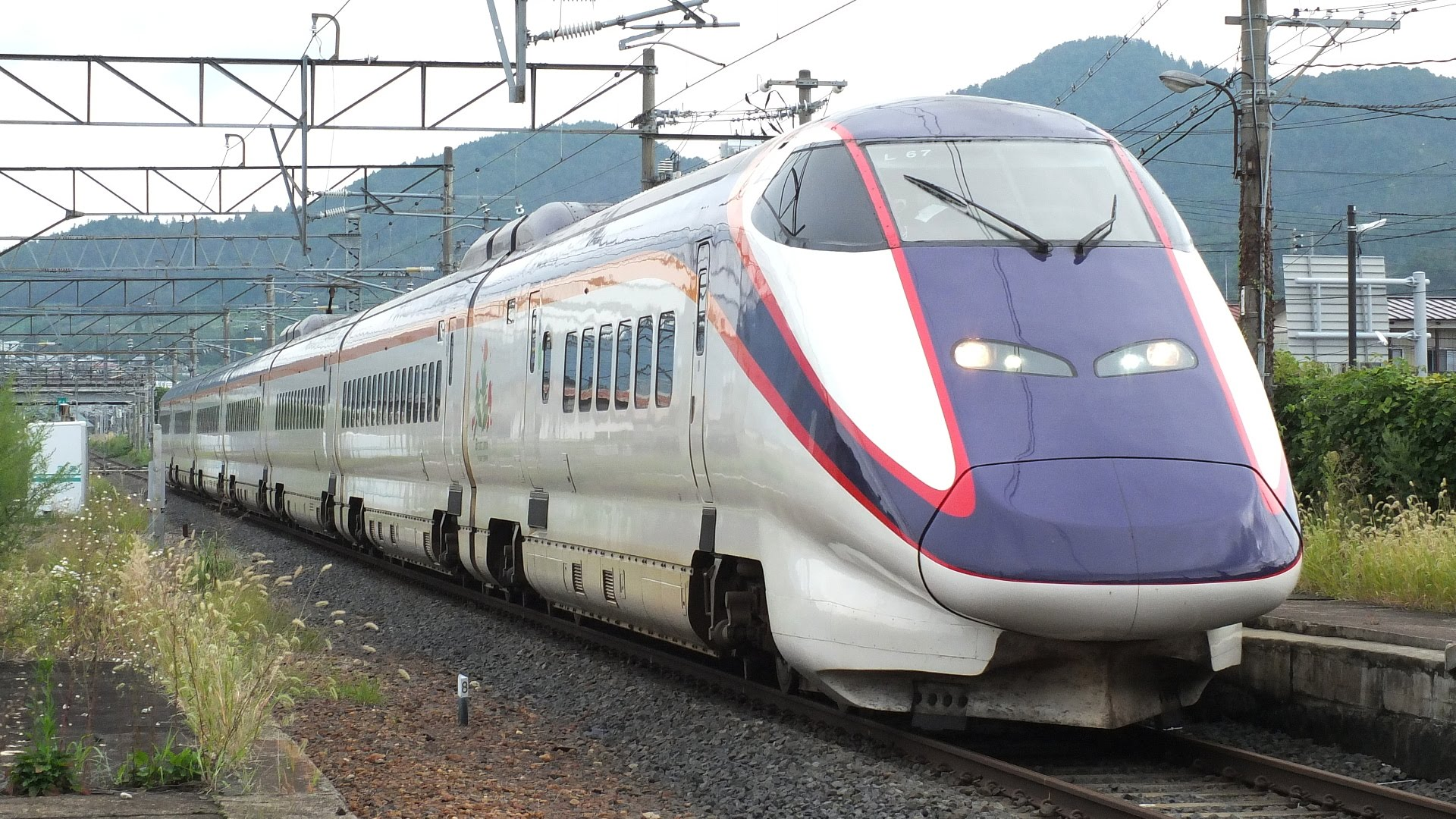
Tren de la Serie E3-2000 en el Yamagata Shinkansen (septiembre de 2015)

La primera ruta del Mini-Shinkansen que se construyó fue la del Yamagata Shinkansen, en la que se amplió el ancho de vía a lo largo de 87,1 kilómetros (54,1 mi) de la Línea Principal de Ōu entre la estación de Fukushima en el Tōhoku Shinkansen y Yamagata en la Prefectura de Yamagata. El trabajo comenzó en 1988, y los servicios del Yamagata Shinkansen se iniciaron el 1 de julio de 1992. Los servicios fueron operados por una nueva flota de trenes Shinkansen Serie 400, capaces de alcanzar hasta 240 kilómetros por hora (149,1 mph) en el Tōhoku Shinkansen y los 130 kilómetros por hora (80,8 mph) en la sección del Yamagata Shinkansen. El éxito de esta iniciativa condujo a la conversión de otro tramo de 61,5 kilómetros (38,2 mi) de la línea hasta Shinjō, inaugurado el 4 de diciembre de 1999.

## Akita Shinkansen

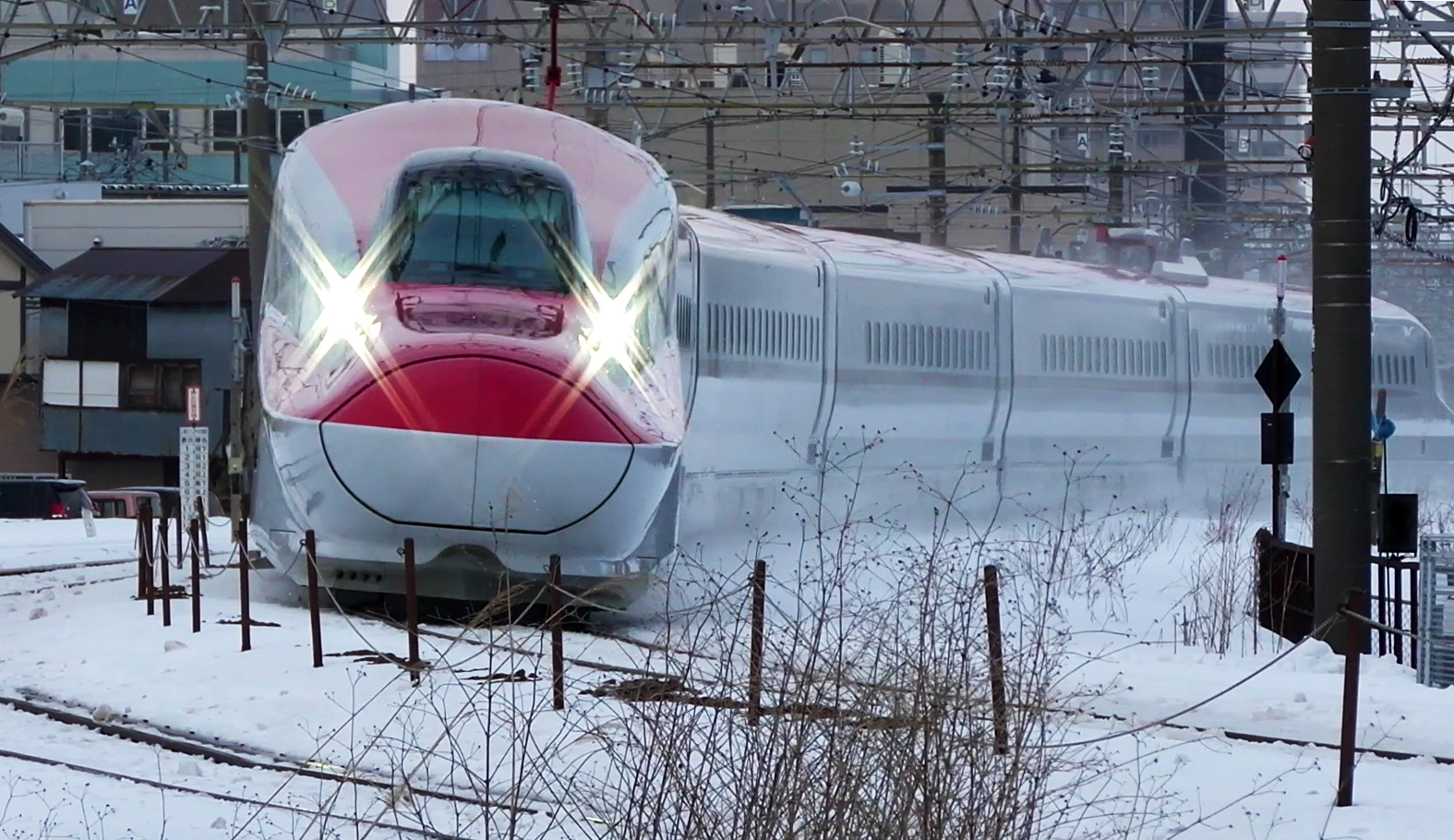
Tren de la Serie E6 en el Akita Shinkansen (febrero de 2014)

Tras el éxito de la adaptación del Yamagata Shinkansen, se propuso un proyecto para construir una segunda ruta del tipo Mini-Shinkansen desde la estación de Morioka en la Prefectura de Iwate, entonces el extremo norte del Tōhoku Shinkansen, con la estación de Akita en la Prefectura de Akita. Esto implicó ampliar el ancho de 75,6 kilómetros (47,0 mi) de vía de la Línea de Tazawako entre Morioka y Ōmagari y otros 51,7 kilómetros (32,1 mi) de la Línea Principal de Ōu entre Ōmagari y Akita. Se inauguró el 22 de marzo de 1997 con servicios Komachi que emplearon los nuevos trenes Shinkansen Serie E3.
El 16 de marzo de 2013, los trenes de la Serie E6 entraron en servicio en esta línea, inicialmente a una velocidad máxima de 300 kilómetros por hora (186 mph) en la sección correspondiente al Tohoku Shinkansen. En marzo de 2014, la velocidad máxima del Tohoku Shinkansen se incrementó a 320 kilómetros por hora (199 mph).

## Material rodante

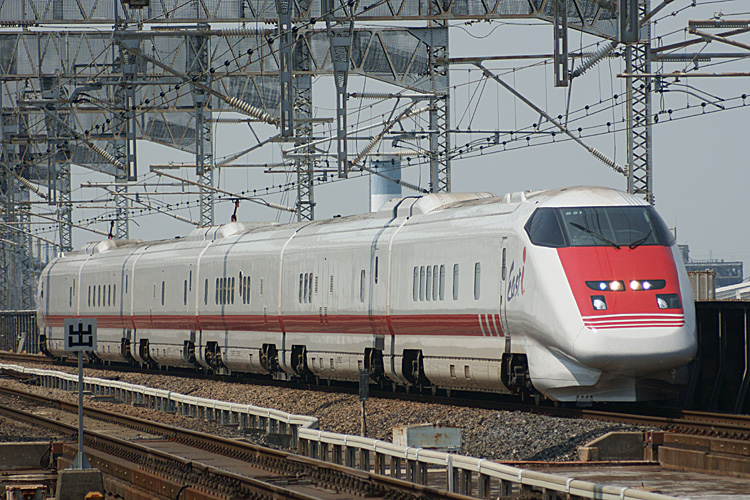
El tren E926 East i en la estación de Omiya (mayo de 2001)

El siguiente material rodante se construyó para su uso en líneas Mini-Shinkansen.
- Shinkansen Serie 400, para el Yamagata Shinkansen (en servicio 1992-2010)
- Shinkansen Serie E3, para el Akita Shinkansen (en servicio 1997-2014) y el Yamagata Shinkansen (desde 1999)
- Tren de inspección de vías y cables aéreos E926 East i (desde 2001)
- Tren de pruebas experimental E955 Fastech 360Z (2006-2008)
- Shinkansen E6, introducido en el Akita Shinkansen en marzo de 2013

### Futuro material rodante
- Shinkansen Serie E8, que se introducirá en el Yamagata Shinkansen a partir de 2024